# Cyanea remyi
Cyanea remyi är en klockväxtart som beskrevs av Joseph Rock. Cyanea remyi ingår i släktet Cyanea, och familjen klockväxter. Inga underarter finns listade i Catalogue of Life.